# Санхуниатон
Санхуниатон е финикийски писател.
Едниствените сведения за Санхуниатон са, че е автор на история на Финикия, писана в края на II хилядолетие пр. Хр. и преведена на гръцки език от Филон Бибълски. Както оригиналът, така и гръцкият превод са загубени и са известни само чрез преразказа на отделни откъси в текстове на Евсевий Кесарийски. Въпреки това Санхуниатон е основният източник за финикийската религия.
През 1835 година в Португалия е открит ръкопис, претендиращ да е пълният текст на гръцкия превод на Филон, но изследователите го отхвърлят като фалшификат. Германският филолог Фридрих Вагенфелд публикува през 1837 г. немски превод на този текст.